# 사소 유카
사소 유카(일본어: 笹生 優花, 영어: Yuka Saso 유카 사소[*], 2001년 6월 20일~)는 필리핀 출신 일본의 골프 선수이다. 2018년 아시안 게임에 참가해 2018년 아시안 게임 골프 여자 개인, 여자 단체 종목에서 금메달을 획득했다. 2021년까지 필리핀 국적으로 활동하다가 2021년 일본으로 귀화했다.

## 어린 시절
사소 유카는 2001년 6월 20일 필리핀 산 일데폰소에서 일본인 아버지와 필리핀인 어머니 사이에서 태어났다. 6살에 필리핀에서 일본으로 이주했고 2009년 8살에 골프를 시작했다. 그녀는 소학교 2학년을 다니고 있을 때 일본에서 필리핀으로 이주했고 아버지의 영향으로 골프를 시작했다. 그녀는 로리 매킬로이와 타이거 우즈를 자신의 우상으로 삼았고 13살에 유튜브를 통해 매킬로이의 영상을 시청하며 그의 기술과 자세를 배웠다.

## 개인사
사소는 일본과 필리핀의 국적을 모두 가지고 있었지만 복수국적을 인정하지 않는 일본의 국적법에 의해 22살이 되는 2023년까지 자신의 대표국적을 선택해야 했다. 그녀는 2021년 자신의 대표국적을 일본으로 선택했다고 발표했고 2022년 1월 필리핀 국적을 포기하고 일본 단일 국적자가 되었다.